# Retinaculum
Retinaculum (Plural Retinacula) ist ein Begriff aus der Anatomie und wird für Haltebänder verwendet.

## Retinacula der Säugetiere

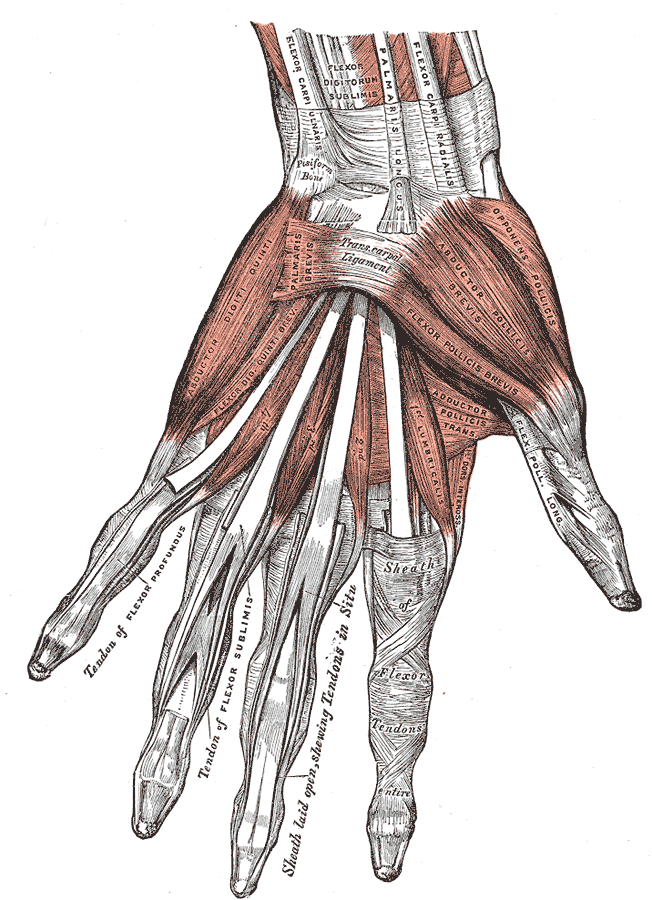
Retinaculum flexorum der linken Hand beim Menschen

Bei Säugetieren werden kurze, meist ringförmige Haltebänder der Sehnen als Retinacula bezeichnet. Solche Haltebänder um Sehnen von Streckmuskeln nennt man Retinaculum extensorum, solche um Beugesehnen Retinaculum flexorum. Die Haltebänder der Kniescheibe werden als Retinacula patellae bezeichnet. Beim Menschen ist besonders das den Karpaltunnel bildende Retinaculum flexorum wohlbekannt.

### Retinacula der Menschen
Bindegewebige Begrenzungen, welche die zur Hand oder zum Fuß führenden Sehnen leiten, werden als Retinacula bezeichnet. Konkret bilden sie die äußeren Grenzen von osteofibrösen Kanälen, in denen dann die von den Sehnenscheiden umhüllten Sehnen gleiten können. Sie verhindern, dass diese aus ihrem Verlauf abgelenkt werden, sofern sich der „Fiederungswinkel“ (Bernhard Tillmann), d. h. die Verlaufsrichtung von Sehnenfasern und Muskelfaserbündeln, unterscheidet.
Pathologische Veränderungen von Sehnen, Sehnenscheiden oder den darunterliegenden Knochen, welche zu einer Verengung des osteofibrösen Kanals führen, führen zu „Sehnenengpasssyndromen“, welche konventionell durch eine Ruhigstellung oder letztlich mit der operativen Spaltung der entsprechenden Retinacula behandelt wird.

## Retinacula der Schmetterlinge (Lepidoptera)
Das Retinaculum ermöglicht es den meisten Schmetterlingen in Verbindung mit dem Frenulum, die beiden Flügelpaare während des Fluges zusammenzukoppeln, damit diese als eine Einheit bewegt werden können. Es unterscheidet sich in Position und Ausführung sowohl innerhalb der verschiedenen Schmetterlingsfamilien als auch zwischen den beiden Geschlechtern.

### Retinaculum der Männchen
Bei den Männchen besteht es aus einem membranösen Haken, der bei den primitiven Familien relativ kurz und an der Basis breit ist; bei den übrigen Familien ist es lang und an der Basis schmal. In diesen Haken hakt das Frenulum ein. Bei den Zwergminiermotten (Nepticulidae) besteht das Retinaculum aus einer Reihe von kräftigen, hakenartigen Schuppen. Es entspringt bei den meisten Arten an der Basis der Subcostalader des Vorderflügels, zwischen dieser und der Costalader oder an einem spornähnlichen Fortsatz der Subcostalader. Neben diesem sogenannten subcostalen Retinaculum findet sich bei den Männchen mancher Arten eine Reihe von starren Borsten oder haarähnlicher subcubitaler Schuppen. Bei manchen Arten der Zünsler (Pyralidae) treten diese Borsten auch zusätzlich neben dem subcostalen Retinaculum auf.

### Retinaculum der Weibchen
Das bei den Männchen typische hakenförmige subcostale Retinaculum tritt, meistens nicht voll entwickelt, nur bei den Weibchen der Glasflügler (Sesiidae) und einigen Arten der Trägspinner (Lymantriidae) auf.
Das subcostale Retinaculum der Weibchen besteht ansonsten aus einer Reihe von Häkchen oder Borsten. Bei manchen Arten wird das Frenulum jedoch nur durch starke Beschuppung an der Basis der Subcostalader eingehakt. Bei jenen Weibchen, bei denen es ausgebildet ist, spielt das subcubitale bzw. subdorsale Retinaculum eine größere Rolle beim Einhaken des Frenulums als bei den Männchen. Bei den Weibchen besteht es aus einer Gruppe von modifizierten Schuppen.

## Retinaculum der Hautflügler (Hymenoptera)
Das Retinaculum koppelt auch bei Hautflüglern Vorderflügel und Hinterflügel beim Fliegen und befindet sich auf der Costa der Hinterflügel.